# Onorato Fava
Onorato Fava (Collobiano, 7 luglio 1859 – Napoli, 23 settembre 1941) è stato uno scrittore italiano.

## Biografia
Nato in Piemonte, si trasferì con la famiglia a Napoli nel 1865, dove il padre, Eusebio Fava, ricoprì incarichi educativi significativi, in quanto preside di un istituto cittadino. Onorato completò gli studi presso il Regio Istituto Tecnico e l'Università di Napoli, laureandosi in lettere sotto la guida di illustri docenti come Francesco De Sanctis e Luigi Settembrini. Dopo un breve periodo come funzionario presso il Banco di Napoli, Fava dedicò la sua vita all'insegnamento, lavorando per 36 anni come professore di lettere italiane nelle scuole medie statali di Napoli. Parallelamente, coltivò una passione per la scrittura, pubblicando novelle e romanzi. La sua passione per l'educazione e il suo impegno per il benessere culturale e per l'approfondimento culturale letterario degli studenti gli valsero numerosi riconoscimenti, inclusa la Medaglia d'argento dei Benemeriti dell'Educazione Popolare nel 1892 e la Commenda del Regno d'Italia nel 1919. Onorato Fava morì il giorno del suo compleanno, il 7 luglio 1941, nella sua casa di campagna situata a Chiaiano, quartiere di Napoli.

## Opere
(Onorato Fava, descrivendo il suo metodo di scrittura)
La sua produzione letteraria spaziava dalle novelle ai romanzi per ragazzi. Tra le sue opere principali si annoverano Granellin di Pepe, pubblicato nel 1890, che gli valse la medaglia d'oro all'Expo di Edimburgo e la medaglia d'argento all'Expo di Parigi. Nel 1885 pubblicò Vita napoletana, una raccolta di novelle che descrivevano la vita quotidiana a Napoli, seguita da Vita nostra. Nel 1886 uscì Le storielle di Francine, mentre nel 1893 pubblicò la raccolta di racconti Acquerelli. Nel 1894 vide la luce Rinascimento, un'opera che consolidò la sua reputazione letteraria. Tra i suoi romanzi si distingue Gazzella (1918), in cui emerge la sua capacità di creare personaggi vividi e ambientazioni poetiche. Fava fu anche autore di opere per l'infanzia, caratterizzate da uno stile semplice e coinvolgente. La sua produzione letteraria riflette un profondo legame con la cultura napoletana e un'attenzione particolare ai dettagli della vita quotidiana.